# Гневушев, Михаил Андреевич
Михаи́л Андре́евич Гне́вушев (23 сентября 1911, Москва — 10 марта 1987, Ленинград) — советский учёный-геолог, один из участников открытия трубки «Мир». Доктор геолого-минералогических наук (1972).

## Биография
Сын историка А. М. Гневушева.
Во время учёбы на 3 курсе геолого-почвенного факультета ЛГУ был арестован (25 февраля 1933 года). Предъявлено обвинение по статье 58. Инкриминировалось участие в
контрреволюционной молодёжной группировке в ЛГУ. Виновным себя не признал. 14 апреля 1933 года приговорён к 5 годам ИТЛ с заменой на высылку в Алма-Ату.
В 1933—1935 годах работал в Педагогическом институте и Казахском филиале АН СССР в минералогической лаборатории. Хотя в то время не имел оконченного высшего образования, читал курс минералогии в Горно-металлургическом институте.
Весной 1935 года направлен на прииск Казан-Чункур Семиnалатинской области, где пробыл до окончания срока ссылки (апрель 1938 года).
В 1938—1941 годах работал счетоводом на шахте и старшим техником Валдайской гидрометеорологической станции.
В 1940—1944 годах был мужем Н. В. Кинд.
В 1941—1950 годах геолог Уральской алмазной экспедиции. С 1950 года главный геолог, с 1953 года — начальник тематической партии Амакинской экспедиции. Своей работой способствовал открытию алмазоносной трубки «Мир».
С 1957 года заведующий лабораторией во Всесоюзном научно-исследовательском институте методики и техники разведки (ВИТР).
Реабилитирован 18 апреля 1958 года.
Защитил диссертацию «Алмазы Западной Якутии» на соискание учёной степени кандидата геолого-минералогических наук (1958).
С 1962 года старший научный сотрудник ВСЕГЕИ, заведующий сектором.
Доктор геолого-минералогических наук (1972).
До 1984 года научный консультант ВСЕГЕИ.

### Публикации
Книги
- Бобриевич А. П., Бондаренко М. Н., Гневушев М. А., Красов Л. М., Смирнов Г. И., Юркевич Р. К. Алмазные месторождения Якутии. — М.: Госгеолтехиздат, 1959. — 527 с.
- Бобриевич А. П., Бондаренко М. Н., Гневушев М. А., Кинд Н. В., Корешков Б. Я., Курылева Н. А., Нефедова З. Д., Попугаева Л. А., Попова Е. Э., Скульский В. Д., Смирнов Г. И., Юркевич Р. К., Файнштейн Г. Х., Щукин В. Н. Алмазы Сибири. — М.: Госгеолтехиздат, 1957. — 159 с.
- Гневушев М. А. Якутские алмазы. — М.: Учпедгиз, 1963. — 104 с.

Статьи
- Масайтис В. Л., Футергендлер С. И., Гневушев М. А. Алмазы в импактитах Попигайского метеоритного кратера // Записки Всесоюзного минералогического общества. — 1972. — Т. 101, № 1. — С. 108—113.
- Соболев Н. В., Гневушев М. А., Михайловская Л. Н., Футергендлер С. И., Шеманина Е. И., Лаврентьев Ю. Г., Поспелова Л. Н. Состав включений гранатов и пироксенов в уральских алмазах // Доклады Академии наук СССР. — 1971. — Т. 198, № 1. — С. 190—193.
- Масайтис В. Л., Гневушев М. А., Шафрановский Г. И. Минеральные ассоциации и минералогические критерии генезиса астроблем // Записки Всесоюзного минералогического общества. — 1979. — Т. 108, № 3. — С. 257—273.
- Гневушев М. А., Бобков Н. А., Бартошинский З. В.[укр.]. Следы травления и растворения на якутских алмазах // Минералогический сборник Львовского геологического общества. — 1957. — № 11. — С. 22—27.
- Гневушев М. А. О следах травления на гранях алмаза // Записки Всесоюзного минералогического общества. — 1956. — Т. 85, № 3. — С. 401—403.

## Награды и премии
- Орден Ленина (1958).